# Font del Lleó (Caldes de Montbui)
|  | Per a altres significats, vegeu «Font del Lleó (desambiguació)». |

La font del Lleó és una font termal situada a la plaça central de Caldes de Montbui (Vallès Oriental). És una obra protegida com a bé cultural d'interès local.
La font del Lleó és un monument centenari a la plaça central de la vila, batejada amb el mateix nom que el brollador. Ha constituït des de sempre un símbol d'identitat i de misteri, tant per les aigües termals com pel fet que el gran raig d'aigua que surt per la boca d'un lleó de pedra no ha deixat mai de fluir. Surt amb un cabal molt abundant i constant, i a una temperatura de 74 °C.
D'acord amb un informe sanitari de l'any 1923, aquestes aigües tenen propietats mineromedicinals, perquè són hipertermals i contenen clor, sodi, liti, brom i iode, entre d'altres. Gràcies al fet de tenir aquestes propietats terapèutiques, són indicades per combatre diverses malalties, sobretot per alleujar afeccions de la pell, dels ossos i respiratòries.
L'aigua termal de la font ha estat sempre molt utilitzada per la població. La font és d'accés públic i tothom que ho vol pot anar-n'hi a cercar. La particularitat que surti calenta i porti tants minerals fa que l'aigua sigui útil per a moltes tasques de la vida quotidiana, com ara rentar els plats o bé rentar la roba. Així, a qualsevol hora del dia, es pot trobar algú que va a la font a captar-hi aigua.

## Descripció
La característica més interessant de la hidrologia de Caldes són les fonts termals, i la font del Lleó, a dins de la vila de Caldes, n'és la més famosa i important al llarg de la història. L'aigua brolla contínuament a una temperatura d'aproximadament 70 °C, de les més elevades de la península Ibèrica.
El marc arquitectònic i escultòric que protegeix la font conjuga elements barrocs i neoclàssics. El conjunt presenta una clara simetria axial, tant en planta com en alçat. A la font, s'hi accedeix per una escala doble, limitada, per una banda, per grosses volutes i, per l'altra, per un muret que normalment fa la funció de banc i que és davant per davant de la font. El broll d'aigua surt de la boca d'un lleó (la part més antiga de la font) posat en un mur presidit per tot un entorn escultòric. A cada banda del raig d'aigua hi ha unes columnes dòriques que emmarquen perfectament la font i que sostenen com una espècie de frontó amb l'escut de Caldes de Montbui, presidit al damunt per un lleó assegut, que domina tot el conjunt. A cada banda es disposen unes volutes i uns gerros de pedra d'un gran treball escultòric.
Hi consten diverses dates: damunt del cap del lleó, 1581 (entre el 5 i el 8 hi ha un escut de caldes que podria ser sobreposat); les altres dates són: 1899 i 1927.
Cal destacar el disseny arquitectònic i escultòric del conjunt. S'ha de fer esment d'alguns elements força singulars i bastant representatius, com poden ser el lleó que presideix la font, el lleó del qual brolla el raig d'aigua i que és un símbol històric de Caldes, i els fanals de ferro forjat modernistes, d'un espectacular treball.
El conjunt és molt important des del punt de vista arquitectònic i escultòric, de definició de volums, composició i qualitat d'elements singulars. És un veritable monument d'estil noucentista, molt treballat, d'un disseny molt acurat i d'una gran bellesa. Té un valor històric i sentimental considerable, i ha format part de l'entorn de la plaça al llarg de molts anys.

## Història

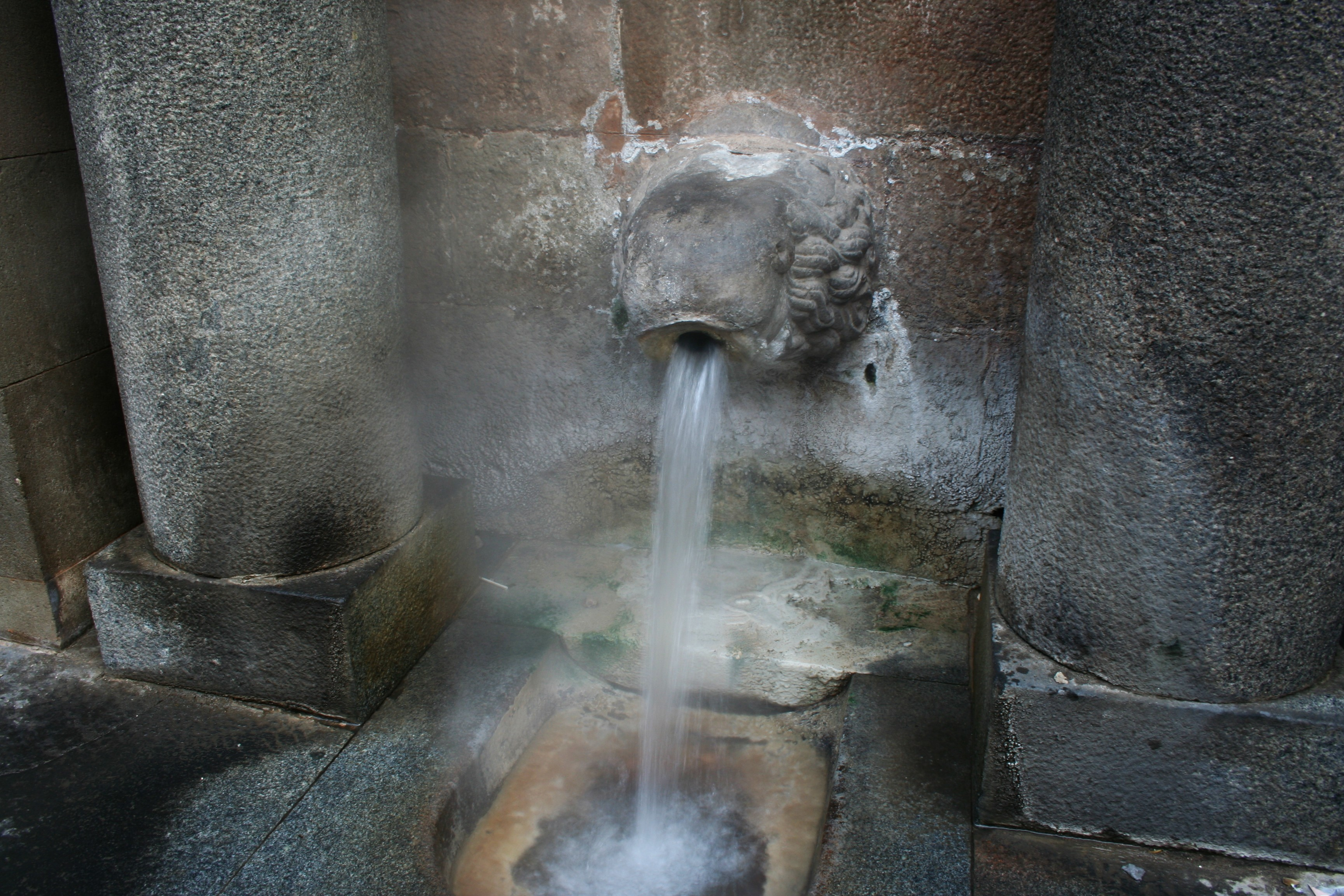
L'aigua de la font del Lleó surt a una temperatura d'uns 72 °C

La part més antiga de la font és el cap del lleó per on brolla l'aigua. Els primers esments datan de 'any 1581. L'any 1822 es va renovar considerablement i l'última restauració la van fer, el 1927, l'arquitecte de la segona generació modernista Manuel Raspall (1877-1937), que durant molt de temps va ser arquitecte municipal de la vila de Caldes, i l'escultor E. Arnau (es pot apreciar la inscripció del seu nom al darrere de la font); aquesta última renovació és la més important i la que dona nom a la imatge actual.
Antigament es deia font dels Escaldadors, perquè, a part de tenir un ús públic, en tenia un de professional: la feien servir els escaldadors de vímet. Al costat de la font i seguint l'antic traçat del torrent de Salser hi havia unes basses per fer l'oli. La primera la va fer construir Ramon Berenguer III a principis del segle xii. Aquestes basses es deien: bassa del Rei i bassa de Sant Joan, i actualment és probable que es trobin sota el carrer de Joan Samsó.
La font està situada la plaça del Lleó, centre neuràlgic de l'antiga i actual vila, formant part de la zona més monumental de la població. Està envoltada d'una arquitectura fonamentalment d'aquest segle, força heterogènia, a causa de les nombroses reconstruccions i restauracions. La plaça limita amb els carrers de Joan Samsó (Forn), Barcelona, Santa Susanna, Pont, Vic i Nou. El nom de la plaça de la Font del Lleó va ser donat per l'Ajuntament l'any 1979, encara que antigament i en diverses ocasions ja se'n deia, perquè a la plaça hi havia la font del Lleó.

### Remodelació
Es va remodelar el 1822, amb un aspecte que alguns encara poden recordar. Aquesta font del segle xix quedava enclotada respecte del nivell de la plaça i s'hi accedia frontalment mitjançant unes escales. L'aigua sortia per la boca d'un lleó esculpida en pedra. A més, al costat esquerre hi tenia una porteta de fusta que donava accés a un recinte municipal ple de basses d'aigua. Aquestes basses estaven compartimentades i servien perquè els cistellers i els pagesos hi poguessin posar en remull els vímets i els llobins, una planta lleguminosa cultivada pels agricultors de la rodalia que servia per alimentar els porcs.
A la font, carnissers i cansaladers hi anaven a escaldar els estris i tot el que feien servir per a les mocades, perquè, amb l'aigua calenta, el greix es netejava més fàcilment. També hi rascaven les potes de xai i hi escaldaven els budells per fer els farcellets de tripa i capipota. A més, molts hi anaven a plomar els pollastres, posant-los sota l'aigua per arrencar les plomes més còmodament.
El 1919, alguns veïns que vivien a prop de la font van presentar una instància a l'Ajuntament en què es queixaven de la pudor que desprenien els llobins de les basses i de la manca d'higiene que comportava el fet que els vilatans anessin a plomar els pollastres i a netejar tota mena d'utensilis a la mateixa font. La resposta de l'Ajuntament va ser, en part, favorable, perquè va prohibir usar la font per netejar aviram i objectes, però, en part, negativa, perquè no va prohibir l'ús de les basses, ja que servien per a la indústria del poble.
Tot i això, l'any 1922, el Departament Provincial de Sanitat va enviar un informe en què demanava que es desallotgessin les basses de darrere la font i es netegessin escrupolosament, perquè constituïen un perill per a la salut pública i afavorien el contagi d'epidèmies. Això va ser decisiu perquè l'Ajuntament es plantegés construir una nova estructura del brollador per poder tancar les basses i traslladar els remulls al safareig públic de la Portalera.
Així, l'any 1926, l'Ajuntament va decidir remodelar la font i va encarregar el projecte a l'arquitecte Manuel Raspall. El pressupost per a la reforma era d'11.000 pessetes. Al cap d'un any, el projecte es va dur a terme i la font va començar a canviar d'aspecte.
Les obres es van fer amb celeritat a causa de la temperatura i el baix nivell a què estava situat el brollador. El març del 1928, la font ja estava pràcticament acabada. Eusebi Arnau va ser l'escultor encarregat d'esculpir el lleó que va coronar el monument, fet amb pedra de Montjuïc, i la pedrera del Foment va proporcionar les dues columnes de granit que actualment flanquegen el brollador de l'aigua. El cost total de la font va sobrepassar el pressupost original, però va deixar satisfeta una bona part de la població.
La inauguració es va celebrar el 9 d'abril de 1928. A la festa, hi van acudir el capità general, el governador civil, l'alcalde del moment, Francesc Torras i Sayol, i altres autoritats convocades per a l'ocasió. Després d'una solemne inauguració del monument, hi va haver un banquet popular a can Llobet per obsequiar amb un bon àpat tots els assistents a l'acte. A més, l'Ajuntament va demanar explícitament a la població que es vestís amb les seves millors gales perquè la vila fos digna de ser visitada per aquelles autoritats.